# エレファンツ
エレファンツは、吉本興業東京本社（東京吉本）に所属するお笑いグループ。2010年9月結成。2015年5月末をもって解散。

## メンバー
- 野崎 竜海（のさき たつみ、1981年9月10日 - ）

ボケ担当。
鹿児島県阿久根市出身。
阿久根市立脇本小学校→阿久根市立三笠中学校→鹿児島県立出水高等学校→国士舘大学卒業。
剣道三段。父親は五段である。
血液型はA型。
つけ麺に詳しい。（東京ウォーカーに載ったことがある）
趣味はバイク。
- 舛方 一真（ますかた かずま、1983年8月4日 - ）

ボケ担当。
神奈川県横須賀市出身。
横須賀市立常葉中学校→神奈川県立追浜高等学校→明治大学卒業。
以前組んでいたコンビ「舛方・高見」ではボケ担当だった。
阪神タイガースのファン。
血液型はA型。
腕が普通の人よりも長い。
弟が2人いる。
映画に詳しい。映画検定3級を持っている。
「ジョジョの奇妙な冒険」の大ファンで、コスプレをすることがある。
エレファンツ解散後は「舛方・高見」を再結成したがその後解散した。
現在は占い芸人「ますかた一真」として活動をしている。またMASS CHANNELと言うYouTubeチャンネルで占いに関する動画をあげている。
- 兵庫 祐樹（ひょうご ゆうき、1982年5月17日 - ）

ボケ担当。
東京都生まれだが、幼少期に引っ越したため千葉県出身。
早稲田大学政治経済学部卒業。早稲田大学お笑い工房LUDO出身で、「なんたる偶然」というコンビで活動していた。
メンバーの内、唯一眼鏡をかけている。
弟が1人、妹が2人いる。
血液型はB型。
痩せ型だが、大食いで牛丼を2㎏完食したことがある。
声が異常に高く、女性ボーカルの歌をよく歌う。
心理カウンセラーの資格を所持。
twitterのお客さんへのリプライが丁寧。
- 福山 宗佐士（ふくやま むさし、1982年10月21日 - ）

ボケ担当。
鹿児島県市来町（現在のいちき串木野市）出身。
鹿児島県立川内高等学校卒業。
血液型はA型。
酒が好き。
ネタの際には帽子を被っている。
300種類のカクテルを作ることが出来る。
料理が趣味。
- 大江 すぐる（おおえ すぐる、本名：大江 卓（読み同じ）、1987年10月14日 - ）

富山県射水市出身。
血液型はB型。
2013年4月27日に加入。ヒップホップダンス基本技能指導士の資格を持つ。しかしダンス自体を好んでいる訳ではなく、芸人として特技披露やネタで使う為。ダンサーを本業とした経験はない。大検を取得して玉川大学に進学するが、1年で中退してNSCに入った。
解散後はピン芸人として主に漫談をおこなっていた。
2016年12月に吉本を辞めて立川談笑に弟子入りし、「立川談洲」の口座名で落語家として活動している。
2020年10月に相席スタートの山﨑ケイと結婚した。

## 概要
- 2010年10月、兵庫、福山のコンビ『ザマッカラン』に前のコンビ（野崎はトリオ）を解散後ピンで活動していた同期の野崎と舛方が加わる形で結成。その年中にAGEAGEプロジェクトからAGEAGEチャレンジに昇格。
- ネタ合わせ以外にも、4人(大江加入後は5人)で遊びに行くことがある。
- 舛方は、『笑っていいとも!』（フジテレビ）金曜日の『ドヤテクZ』コーナーに「色々なことを五・七・五で言うシリーズ」でほぼ毎週のように出演していた。
- ネタ合わせの際は、ほぼ全員が遅刻する(野崎は時間通りに来る事が多い)。
- ネタは舛方と兵庫が作っている。福山はキャラ担当、野崎は対外関係担当。[7]
- 2013年4月27日、前のコンビを解散後ピンで活動していた大江が加入し、5人組になった。
- 2015年5月末をもって解散。解散後は全員が活動を継続。7月には5人そろって出演するイベントが予定されている[1]。